# نبرد قوچ‌حصار
نبرد قوچ‌حصار در ماه مه ۱۵۱۶ در  قوچ‌حصار (نام قدیم قزل‌تپه) رخ داد و با پیروزی قاطع امپراتوری عثمانی بر امپراتوری صفوی (در زمان شاه اسماعیل اول) به پایان رسید. این جنگ نشان دهنده توقف گسترش صفویه به غرب بود. نبرد قوچ‌حصار یکی از نبردهای ۴۱ ساله ویرانگر بین ایران و عثمانی بود که در سال ۱۵۵۵ با پیمان آماسیه به پایان رسید. قراخان استاجلو برادر محمد خان استاجلو والی دیاربکر که در جنگ چالدران کشته شده بود فرمانده سپاه صفوی بود، قراخان استاجلو در میدان نبرد کشته شد و بیشتر افرادش توسط عثمانی کشته شدند. در قوچ‌حصار، عثمانی‌ها تفنگدار و توپخانه داشتند در حالی که ارتش صفوی نه توپخانه داشت و نه تفنگدار. پس از این شکست؛ ماردین، اورفا، حصن کیفا، رقه، موصل و شهرهای مهم‌تر توسط ارتش بیقلی محمد پاشا محاصره و تصرف شدند.